# Obština Petrič
Obština Petrič (bulharsky Община Петрич) je bulharská jednotka územní samosprávy v Blagoevgradské oblasti. Leží v jihozápadním cípu Bulharska u hranic se Severní Makedonií a Řeckem, na svazích pohoří Ogražden a Belasica a v údolí Strumici mezi nimi. Správním střediskem je město Petrič, kromě něj obština zahrnuje 53 vesnice. Žije zde přes 51 tisíc stálých obyvatel.

## Sídla
| - Baskalci - Belasica - Bogorodica - Borovičene - Čučuligovo - Čuričeni - Čurilovo - Dolene - Dolna Krušica - Dolna Ribnica - Dolno Spančevo - Draguš - Drangovo - Drenovica - Drenovo - Gabrene - Gega - General Todorov | - Gorčevo - Ivanovo - Jakovo - Javornica - Kamena - Kapatovo - Kărnalovo - Kavrakirovo - Kladenci - Ključ - Kolarovo - Krăndžilica - Kromidovo - Kukurachcevo - Kulata - Marikostinovo - Marino Pole - Mendovo | - Michnevo - Mitino - Novo Konomladi - Părvomaj - Petrič (sídlo správy) - Pravo Bărdo - Răždak - Ribnik - Rupite - Samuilovo - Skrăt - Starčevo - Strumešnica - Tonsko Dabe - Topolnica - Višlene - Volno - Zojčene |

## Sousední obštiny
| Růžice kompasu |                | Strumjani |           | Růžice kompasu |
| Růžice kompasu |                | Sever     | Sandanski | Růžice kompasu |
| Růžice kompasu | Obština Petrič |           | Sandanski | Růžice kompasu |
| Růžice kompasu | Jih            |           | Sandanski | Růžice kompasu |
| Růžice kompasu |                |           |           | Růžice kompasu |

## Obyvatelstvo
V obštině žije 51 742 stálých obyvatel a včetně přechodně hlášených obyvatel 66 681. Podle sčítání 1. února 2011 bylo národnostní složení následující:
- Bulhaři: 46 337 (93.1 %)
- Romové: 2 769 (5.6 %)
- Turci: 270 (0.5 %)
- ostatní: 384 (0.8 %)